# Wilhelm Holper
Wilhelm Holper (* 13. April 1929 in Ollersdorf im Burgenland; † 8. Jänner 1983 in Graz) war ein österreichischer Kammeramtsdirektor und Politiker (SPÖ). Er war von 1977 bis 1983 Abgeordneter zum Burgenländischen Landtag.

## Leben
Holper wurde als Sohn des Landwirts Peter Holper aus Ollersdorf geboren. Er besuchte die Volksschule in Ollersdorf und die Hauptschule in Stegersbach und die HTL Mödling. Er absolvierte die Abteilung Tiefbau und maturierte 1948. Holper war ab 1948 als Bautechniker im Burgenländischen Landesdienst tätig und war in der Bauleitung Stegersbach eingesetzt. Ab 1958 arbeitete er am Baubezirksamt Oberwart und war zuletzt Oberamtsrat.
Holper war verheiratet.

## Politik
Holper war ab dem Jahr 1948 Mitglied der SPÖ und ab 1953 im Orts- und Bezirksausschuss aktiv. 1962 war er Lokalobmann und ab 1954 Gemeinderat. Holper übernahm 1958 das Amt des Bürgermeisters von Ollersdorf, das er bis 1981 ausübte. Holper war zudem vom 27. Oktober 1977 bis zu seinem Tod Abgeordneter zum Burgenländischen Landtag.